# (160515) 1993 RP13
(160515) 1993 RP13 là một tiểu hành tinh vành đai chính. Nó được phát hiện bởi Henri Debehogne và Eric Walter Elst ở Đài thiên văn La Silla ở Chile ngày 14 tháng 9 năm 1993.